# むくえな
むくえなちっく。（mukuena Chik.）は、むくとえなから成る日本の2人組女性YouTuber、音楽ユニット。愛称はむくえな。ファンネームはMEちゃいるど。GROVE所属。
2016年よりミクチャにて活動を開始。2017年に活動拠点をYouTubeへ移し、2023年にチャンネル登録者数100万人を達成した。

## 来歴
むくとえなは東京都八王子市出身であり、小学生からの幼馴染だった。共に八王子市立第五中学校に進学し、中学3年生でクラスが同じになったことがきっかけでそれまで以上に親しくなった。
別々の高校に進学することを寂しく思ったむくが、会う口実にミクチャを始めることをえなに提案し、高校進学後の2016年7月18日、ミクチャにて双子ダンスを中心とする動画投稿を開始した。
2017年8月6日、高校2年生の時にYouTubeチャンネルを開設し、YouTuberとしての活動を開始。2019年には、チャンネル登録者数が10万人を突破。
2020年より、オリジナルグッズブランド『chik』を展開。
2022年4月23日、1stシングル『友達にはきっと、もどらない。』でアーティストデビュー。8月23日には、都内にて初のライブとなる『MUKUENA fes With ME』を開催。
2022年7月1日、公式ウェブサイトとファンクラブを開設。
2023年1月22日、チャンネル登録者数が100万人を突破。
2023年2月10日、初の著書となる『おかしな友情 正反対のウチらが一生モノの友達になるまで』を出版。 
2023年12月13日、『YouTube Fanfest Japan 2023』に初出演。 
2024年3月、韓国コスメブランドのクリオが展開するスキンケアライン「goodal」のアンバサダーに就任。 
2024年4月28日より、神奈川、埼玉、大阪、愛知の4都市のショッピングモールで初のライブツアーを開催。8月7日より、東京、大阪、福岡の3都市で初のZeppツアーとなる『Night Catcher for you』を開催。 

## メンバー
| 名前              | 本名                        | 生年月日               | 出身地         | 血液型 | 身長  | 利き手 | MBTI | メンバーカラー |
| ----------------- | --------------------------- | ---------------------- | -------------- | ------ | ----- | ------ | ---- | -------------- |
| むく （むくりん） | 歌田 夢来 （うただ むく）   | 2000年5月16日（25歳）  | 東京都八王子市 | O型    | 151cm | 左手   | INFP | ピンク         |
| えな （えなぴ）   | 山下 恵奈 （やました えな） | 2000年10月25日（24歳） | 東京都八王子市 | A型    | 161cm | 右手   | ENFJ | イエロー       |

## 音楽作品

### 配信限定シングル
| #                     | 配信日 | 配信日   | タイトル                           | 作詞・作曲                                          | 規格                   | レーベル                                 | 配信   |
| --------------------- | ------ | -------- | ---------------------------------- | --------------------------------------------------- | ---------------------- | ---------------------------------------- | ------ |
| 1st Single            | 2022年 | 4月23日  | 友達にはきっと、もどらない。       | 作詞 : むくえな、Mico 作曲 : ひろせP                | デジタル・ダウンロード | GROVE, Inc. / 山脈                       |        |
| 2nd Single            | 2022年 | 7月29日  | おやすみロマンス                   | 作詞 : むくえな、Mepop                              | デジタル・ダウンロード | GROVE, Inc. / 山脈                       |        |
| 3rd Single            | 2023年 | 2月24日  | エキストラ                         | 作詞 : むくえな、中村 歩、菊池博人                  | デジタル・ダウンロード | GROVE Inc. / MUKUENA / HOVERBOARD , Inc. |        |
| 4th Single            | 2023年 | 7月19日  | でこぼこシンフォニー               | 作詞 : むくえな、夏目 嵐、石口侑弥                  | デジタル・ダウンロード | GROVE Inc. / MUKUENA / HOVERBOARD , Inc. | [ 13 ] |
| 5th Single            | 2024年 | 2月16日  | ヒーロー                           | 作詞 : えなぴ、Diz 作曲 : Diz                       | デジタル・ダウンロード | GROVE Inc.                               | [ 14 ] |
| 6th Single            | 2024年 | 3月15日  | パラレルキャンパス                 | 作詞 : えなぴ、遠藤ナオキ 作曲 : 遠藤ナオキ         | デジタル・ダウンロード | GROVE Inc.                               | [ 15 ] |
| 7th Single            | 2024年 | 4月15日  | キミイロsign                       | 作詞 : えなぴ、馬場龍樹 作曲 : Hiroya.T、馬場龍樹   | デジタル・ダウンロード | GROVE Inc.                               | [ 16 ] |
| 8th Single (むくソロ) | 2024年 | 5月3日   | 透明なヒトリゴト                   | 作詞 : えなぴ 作曲 : 石口侑弥                       | デジタル・ダウンロード | GROVE Inc.                               | [ 17 ] |
| 9th Single (えなソロ) | 2024年 | 5月15日  | Cuty Mighty Baby                   | 作詞 : えなぴ 作曲 : 山本匠                         | デジタル・ダウンロード | GROVE Inc.                               | [ 18 ] |
| 10th SIngle           | 2024年 | 6月18日  | For you!                           | 作詞 : えなぴ、夏目嵐 作曲 : 横田晃希               | デジタル・ダウンロード | GROVE Inc.                               | [ 19 ] |
| 11th Single           | 2024年 | 7月1日   | Candy Sweet Night                  | 作詞 : えなぴ、NOVECHIKA 作曲 : NOVECHIKA、野口大志 | デジタル・ダウンロード | GROVE Inc.                               | [ 20 ] |
| 特別                  | 2024年 | 7月3日   | パラレルキャンパス (オルゴールver) | 作詞 : えなぴ、遠藤ナオキ 作曲 : 遠藤ナオキ         | デジタル・ダウンロード | GROVE Inc.                               |        |
| 12th Single           | 2024年 | 7月19日  | Love is 不条理                     | 作詞 : えなぴ、moamia 作曲 : moamia                 | デジタル・ダウンロード | GROVE Inc.                               |        |
| 13th Single           | 2024年 | 9月30日  | おさんぽガール                     | 作詞・作曲:Mizukami Kei                             | デジタル・ダウンロード | GROVE Inc.                               |        |
| 14th Single           | 2024年 | 10月7日  | おてんばガール                     | 作詞・作曲:Mizukami Kei                             | デジタル・ダウンロード | GROVE Inc.                               |        |
| 15th Single           | 2024年 | 10月21日 | 名探偵ガール                       | 作詞・作曲:Mizukami Kei                             | デジタル・ダウンロード | GROVE Inc.                               |        |
| 16th Single           | 2024年 | 10月21日 | ミステリーガール                   | 作詞・作曲:Mizukami Kei                             | デジタル・ダウンロード | GROVE Inc.                               |        |
| 17th Single           | 2024年 | 10月21日 | カントリーガール                   | 作詞・作曲:Mizukami Kei                             | デジタル・ダウンロード | GROVE Inc.                               |        |
| 18th Single           | 2024年 | 10月22日 | 夜景ガール                         | 作詞・作曲:Mizukami Kei                             | デジタル・ダウンロード | GROVE Inc.                               |        |
| 19th Single           | 2024年 | 10月22日 | ハテナガール                       | 作詞・作曲:Mizukami Kei                             | デジタル・ダウンロード | GROVE Inc.                               |        |

## イベント

### 単独イベント
- MUKUENA fes With ME（代官山SPACE ODD、2022年8月23日開催）[8]
- MUKUENA Fes with ME 2023（梅田バナナホール・新宿ReNY、2023年7月29日 - 8月9日）
- 福岡の麻生専門学校に「むくえな」がガチ質問してみた in 沖縄（沖縄コンベンションセンター、2023年11月25日開催）[21][22][23]
- むくえなモールツアー（アリオ川口・セブンパーク天美・プライムツリー赤池・グランツリー武蔵小杉、2024年4月28日 - 5月26日開催）[11]
- MUKUENA ZEPP TOUR「Night Catcher for you」（Zepp Fukuoka・Zepp Namba・Zepp Haneda、2024年8月7日 - 15日開催）[12]

### 参加イベント
- TGC teen 2022 Osaka（Zepp Osaka Bayside、2024年8月11日開催）
- Creator Dream Fes ~produced by Com.~（東京ドーム、2023年7月27日開催）[24]
- TGC teen 2023 Summer（国立代々木競技場、2023年8月4日開催）
- OKINAWA COLLECTION 2023（波の上うみそら公園、2023年9月24日開催）
- TGC teen 2023 Winter supported by SIW2023（LINE CUBE SHIBUYA、2023年11月12日）
- YUMEZAKI FESTIVAL 合同学園祭 2023（MRT micc、2023年11月26日開催）[25]
- YouTube Fanfest Japan 2023（幕張メッセ、2023年12月13日開催）[26]
- ミュゼプラチナム presents 超十代 -ULTRA TEENS FES- 2024（渋谷ヒカリエ、2024年3月28日開催）
- Creator Dream Fes 2024 ~produced by Com.~（東京ドーム、2024年8月10日開催）[27]
- TGC teen 2024 Summer supported by UP-T（Zepp DiverCity、2024年8月30日開催）
- YouTube Fanfest Japan 2024（幕張メッセ、2024年12月11日開催）

## 出演

### 映画
- 胸が鳴るのは君のせい（東映、2021年6月4日公開） - 山下恵奈

### テレビ番組
- マツコの知らない世界（TBSテレビ、2020年10月13日放送）
- 土曜動画王 ～金の盾を手にする方法～（TOKYO MX、2021年1月16日放送）[28]
- 沼にハマってきいてみた（NHK Eテレ、2021年2月1日放送）
- TALKIN’ ABOUT（TOKYO MX、2021年4月16日放送）

### ウェブ番組
- 恋する♥週末ホームステイ Season25 2024・冬（ABEMA SPECIAL、2024年2月6日 - 3月26日配信、全8回） - えな MC
- 突然ですが占ってもいいですか？（フジテレビ・YouTube、2024年11月15日配信）

## 広告

### CM
- ソフトバンク SoftBank学割 ウェブCM 「青春放題」篇（2019年）[29]

### 広報
- 日本ロレアル メイベリン フィットミーリキッドファンデーションR アンバサダー（2023年7月）
- 日本ロレアル メイベリン SPステイヴィニルインク アンバサダー（2023年9月）[30]
- クリオ（朝鮮語版） グーダル アンバサダー（2024年3月）[10]

## 書籍

### 著書
- おかしな友情 正反対のウチらが一生モノの友達になるまで（単行本、宝島社、2023年2月10日出版、ISBN 9784299039187）[9]
- おかしな友情 正反対のウチらが一生モノの友達になるまで（文庫本、宝島社、2023年12月18日出版、ISBN 9784299050687）